# ساقدوش عروس

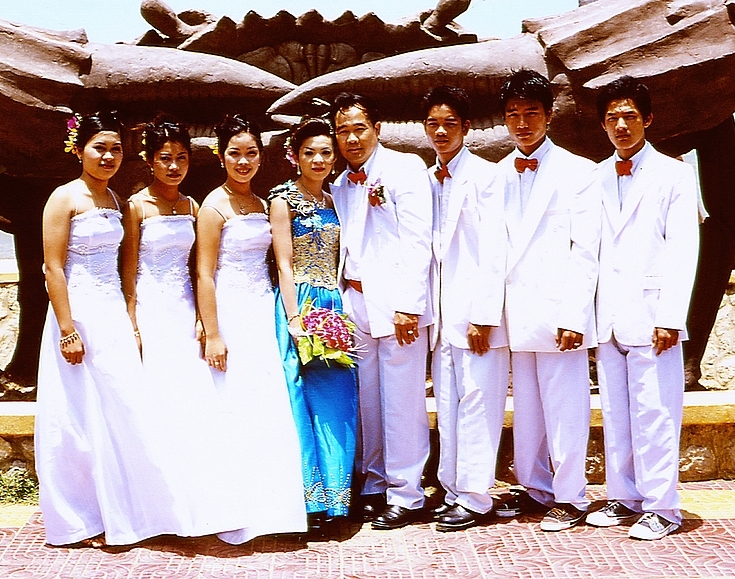
سه ساقدوش داماد در سمت راست و سه ساقدوش عروس در سمت چپ این عروس و داماد ایستاده‌اند، در کامبوج.

ساقدوش عروس که در زبان ترکی نیز ساقدوش می‌شود به کسی گویند که همچون عروس آراسته باشد و شب عروسی دوش به دوشش راه رفته همراهش به خانهٔ داماد برود. ساقدوش از ترکیب واژه «ساق» که در ترکی به معنی سمت راست است و کلمه «دوش» فارسی به معنی کتف تشکیل شده است.